# Seleniko
Seleniko ist das vierte Studioalbum der finnischen Folkband Värttinä. Es wurde 1992 in Finnland und 1993 als erstes finnisches Folkalbum in den Benelux-Ländern veröffentlicht.

## Wiederveröffentlichungen
1998 erschien das Album in Neuauflage in den Vereinigten Staaten.

## Erfolge
Nach seinem Erscheinen erreichte Seleniko die Spitze der World Music Charts Europe. Die beiden Singles Kylä Vuotti Uutta Kuuta / Seelinnikoi und Pihi Neito / Matalii ja Mustii, von Polygram 1992 bzw. 1993 in Finnland veröffentlicht, erreichten dort keine Chartplatzierungen.

## Titelliste
1. Seelinnikoi (3:40)
2. Lemmennosto (2:53)
3. Kylä vuotti uuta kuuta (5:08)
4. Sulhassii (2:55)
5. Matalii ja mustii (2:57)
6. Hoptsoi (3:21)
7. Suuret ja soriat (3:42)
8. Leppiäinen (2:45)
9. Pihi neito (2:41)
10. Mikä miulla mielessä (3:38)
11. Kiirama (3:36)
12. Hyvä tyttönä hypätä (3:45)
13. Fanfaari (2:16)
14. Paukkuvat pasuunat (4:02)